# Appenai-sous-Bellême
Appenai-sous-Bellême es una comuna francesa situada en el departamento de Orne, en la región de Normandía. Tiene una población estimada, en 2019, de 281 habitantes.

## Demografía
| 603 | 610 | 501 | 683 | 725 | 752 | 679 | 675 | 678 | 689 | 663 | 652 | 589 | 542 | 512 | 484 | 421 | 409 | 356 | 361 | 332 | 305 | 284 | 281 | 303 | 322 | 281 | 293 | 238 | 199 | 223 | 222 | 281 |
| Para los censos de 1962 a 1999 la población legal corresponde a la población sin duplicidades (Fuente: INSEE [Consultar]) |     |     |     |     |     |     |     |     |     |     |     |     |     |     |     |     |     |     |     |     |     |     |     |     |     |     |     |     |     |     |     |     |